# Trieri Miasszonyunk-templom
A trieri Miasszonyunk-templom a város központjában található, közvetlenül a dóm mellett. A marburgi Erzsébet-templom mellett ez Németország legrégebbi gótikus temploma. Szűz Mária mellett a templom védőszentje Szent Lőrinc is.
Ezen a helyen eredetileg egy kettős bazilika állt, amelyet 882-ben a normannok leromboltak. A 10. században ezt a templomot egyhajós formában újjáépítették. 
A templom építését Theoderich von Wied kezdte el 1230-ban, de néhány év múltán kimerültek az anyagi eszközei. Az építkezés csak 1243-ban, a  kölni egyházmegyében végzett gyűjtés után indult újra.   
A templom jellegzetessége a kereszt alakú alaprajz. A központjából négy sokszögű szárny nyúlik ki, amelyekben kápolnák találhatók. Az alaprajz egy tizenkétszirmú rózsához hasonlít, amely Szűz Mária jelképe (rosa mystica). Ugyanakkor utal Izrael tizenkét törzsére és a tizenkét apostolra is. Az apostolok képe illetve az Apostoli hitvallás tizenkét pontja a tizenkét tartóoszlopra van festve. 
A valamikori gazdag berendezés a francia forradalmi csapatok fosztogatásai és a második világháború következtében erősen megfogyatkozott. 

Alaprajz

1951-ben XII. Piusz pápa a basilica minor címet adományozta a templomnak. 1986-ban a templom, a trieri Szent Péter-dómmal és a trier római kori műemlékeivel együtt a világörökség része lett.

## Fordítás
- Ez a szócikk részben vagy egészben a Liebfrauenkirche (Trier) című német Wikipédia-szócikk ezen változatának fordításán alapul.  Az eredeti cikk szerkesztőit annak laptörténete sorolja fel. Ez a jelzés csupán a megfogalmazás eredetét és a szerzői jogokat jelzi, nem szolgál a cikkben szereplő információk forrásmegjelöléseként.